# Экспортное ограничение
Экспортное ограничение, экспортные ограничения — это ограничения на вывоз (экспорт) товара/товаров (определённого их количества либо тотальный запрет на экспорт) в определённую страну (определённые страны) правительством.
Такие ограничения могут накладываться в случаях:
1. дефицита товаров на внутреннем рынке
2. необходимости антидемпинговых мер для защиты внутреннего рынка
3. правительственного бойкота страны
4. необходимости ограничить распространение военных или двойных технологий

## Экспортные ограничения России
Из России запрещён вывоз следующих товаров (список неполный):

1. Предметы археологического достояния. Например, бивни мамонтов.

2. Предметы художественного и исторического достояния. Например, полотна известных художников, старинные музыкальные инструменты, особо ценные бриллианты.

3. Предметы экспорта ради охраны природной среды. Например, оленьи панты, шкуры тигров, корни дикорастущего женьшеня, родиола розовая.

4. Предметы, перемещение через границу которых ограничено международными конвенциями. Например, штаммы особо опасных инфекций, высоко обогащённый плутоний.

5. Шкуры крупного рогатого скота (временная экономическая мера).

## Экспортные ограничения США
См также Бюро промышленности и безопасности США (BIS)
Белый дом устанавливает классы (Tiers) стран и применяет к разным классам различные ограничения. Например, по спискам для стран 3 класса («Tier 3 countries»), в частности Китай, Индия, Пакистан, Россия, разрешен экспорт микропроцессоров общего назначения с производительностью не более 12,000 Mtops (millions of theoretical operations per second). [по состоянию на 2002 год]